# Михалашаны
Михалашаны (рум. Mihălășeni, Михэлэшень) — село в Окницком районе Молдавии. Является административным центром коммуны Михалашаны, включающей также село Гринауцы.

## География
Село расположено на высоте 212 метров над уровнем моря.

## Население
По данным переписи населения 2004 года, в селе Михэлэшень проживает 1362 человека (660 мужчин, 702 женщины).
Этнический состав села:
| Национальность | Число жителей | Процентный состав |
| -------------- | ------------- | ----------------- |
| молдаване      | 1328          | 97,5              |
| украинцы       | 20            | 1,47              |
| русские        | 6             | 0,44              |
| болгары        | 2             | 0,15              |
| румыны         | 1             | 0,07              |
| прочие         | 5             | 0,37              |
| Всего          | 1362          | 100 %             |